# GP2 Asia Series
La GP2 Asia Series fue un campeonato de automovilismo de velocidad celebrado con monoplazas en Asia desde la 2008 hasta 2011. Se disputa usualmente entre diciembre y marzo durante el descanso de la GP2 Series, una categoría principalmente europea, con los mismos equipos y varios pilotos de la categoría europea. La GP2 Asia Series es acompañada en algunas de sus citas por la Speedcar Series, el V8 Supercars Australiano o la propia Fórmula 1.
La categoría fue anunciada oficialmente durante el fin de semana del Gran Premio de Mónaco de 2007. El organizador de la GP2 Series, Bruno Michel, comentó que "es de gran importancia que la GP2 Asia Series mantenga un vínculo fuerte y viable con la Fórmula 1. Nuestra inclusión como carrera soporte en el programa de los Grandes Premios asiáticos del 2008 es una parte esencial en este nuevo proyecto". Para promover el automovilismo en Asia, se propuso inicialmente que cada equipo tuviera al menos un piloto de la región, pero posteriormente esa norma fue relajada.
A mediados del 2011 se anunció que en octubre del mismo año habría una última ronda llamada la Final de la GP2 que se disputaría en el Circuito Yas Marina, también se anunció que a partir de 2012, la GP2 Series volvería a combinar pruebas europeas y asiáticas, desapareciendo esta GP2 Asia.

## Sistema de puntuación
Se utilizó el mismo sistema que se usaba entonces en la serie principal:
- Pole position para la carrera del sábado: 2 puntos
- Carrera larga del sábado: 10-8-6-5-4-3-2-1 puntos para los ocho primeros.
- Carrera corta del domingo: 6-5-4-3-2-1 puntos para los seis primeros.
- Los 8 mejor calificados de la carrera larga se alinean en orden inverso en la carrera del domingo.
- Vuelta rápida: 1 punto en cada carrera. El piloto que obtenga la vuelta rápida debe haber finalizado entre los 10 primeros clasificados.

## Circuitos
| - Baréin (2008-2010) - Dubái (2008-2008/09) - Imola (2011) - Losail (2008/09) | - Sentul (2008) - Sepang (2008-2008/09) - Shanghái (2008/09) - Yas Marina (2009/10-2011) |

| Circuito   | 2008 | 2008-09 | 2009-10 | 2011 | Total Grandes Premios |
| ---------- | ---- | ------- | ------- | ---- | --------------------- |
| Baréin     |      |         |         | *    | 3                     |
| Yas Marina |      |         |         |      | 2                     |
| Dubái      |      |         |         |      | 2                     |
| Sepang     |      |         |         |      | 2                     |
| Imola      |      |         |         |      | 1                     |
| Losail     |      |         |         |      | 1                     |
| Shanghái   |      |         |         |      | 1                     |
| Sentul     |      |         |         |      | 1                     |

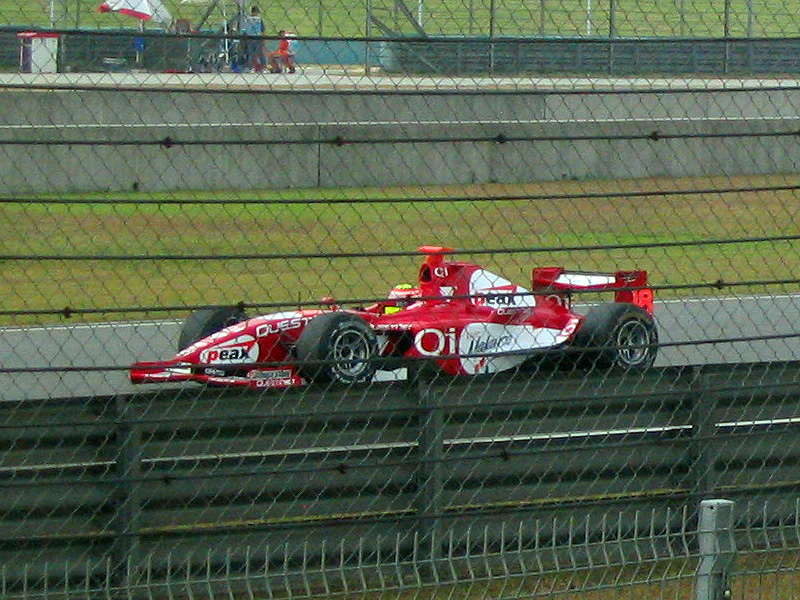
Alex Yoong corriendo con su Meritus durante la ronda de Shanghái en GP2 Asia Series.

* Las 2 rondas programadas en Baréin para la temporada 2011 fueron suspendidas por las protestas en Baréin

## Campeones

### Pilotos
| Año     | Campeón          | Escudería            | Puntos | Margen | Segundo           | Tercero             |
| ------- | ---------------- | -------------------- | ------ | ------ | ----------------- | ------------------- |
| 2008    | Romain Grosjean  | ART Grand Prix       | 61     | 24     | Sébastien Buemi   | Vitaly Petrov       |
| 2008-09 | Kamui Kobayashi  | DAMS                 | 56     | 20     | Jérôme d'Ambrosio | Roldán Rodríguez    |
| 2009-10 | Davide Valsecchi | iSport International | 56     | 27     | Luca Filippi      | Giacomo Ricci       |
| 2011    | Romain Grosjean  | DAMS                 | 27     | 9      | Jules Bianchi     | Giedo van der Garde |

### Escuderías
| Año     | Campeona       | Puntos | Margen | Segunda             | Tercera                |
| ------- | -------------- | ------ | ------ | ------------------- | ---------------------- |
| 2008    | ART Grand Prix | 61     | 9      | Campos Grand Prix   | Arden International    |
| 2008-09 | DAMS           | 92     | 33     | Piquet GP           | Barwa Int. Campos Team |
| 2009-10 | iSport         | 73     | 36     | Arden International | David Price Racing     |
| 2011    | DAMS           | 27     | 7      | Lotus ART           | Barwa Addax Team       |

## Temporadas

### 2008
La temporada 2008 de GP2 Asia Series es la primera temporada de esta competición, comenzó en Dubái el 25 de enero de 2008 y finalizó el 12 de abril de 2008 en el mismo escenario, Romain Grosjean ganó esta primera edición y ART Grand Prix se hizo con el campeonato de escuderías.

### 2008-09
La temporada 2008-09 de GP2 Asia Series es la segunda temporada de esta disciplina. El ganador de esta temporada es el japonés Kamui Kobayashi y el campeón de escuderías es DAMS.

### 2009-10
La temporada 2009-10 de GP2 Asia Series es la tercera edición de este campeonato de GP2 en su versión asiática. El ganador y dominador de la temporada es Davide Valsecchi y el ganador de escuderías es iSport International.

### 2011
La temporada 2011 de GP2 Asia Series fue la cuarta y última edición de este campeonato. En esta temporada se introduce un nuevo chasis, el Dallara GP2/11 fabricado por el constructor italiano Dallara. El subministrador del campeonato pasa de Bridgestone a Pirelli para 2011–13, usando los mismos neumáticos que la Fórmula 1. Esta temporada también vería a dos nuevas escuderías, Carlin y Team Air Asia. El ganador fue Romain Grosjean, después de haberse disputado solo 4 carreras.